# Krusenberg

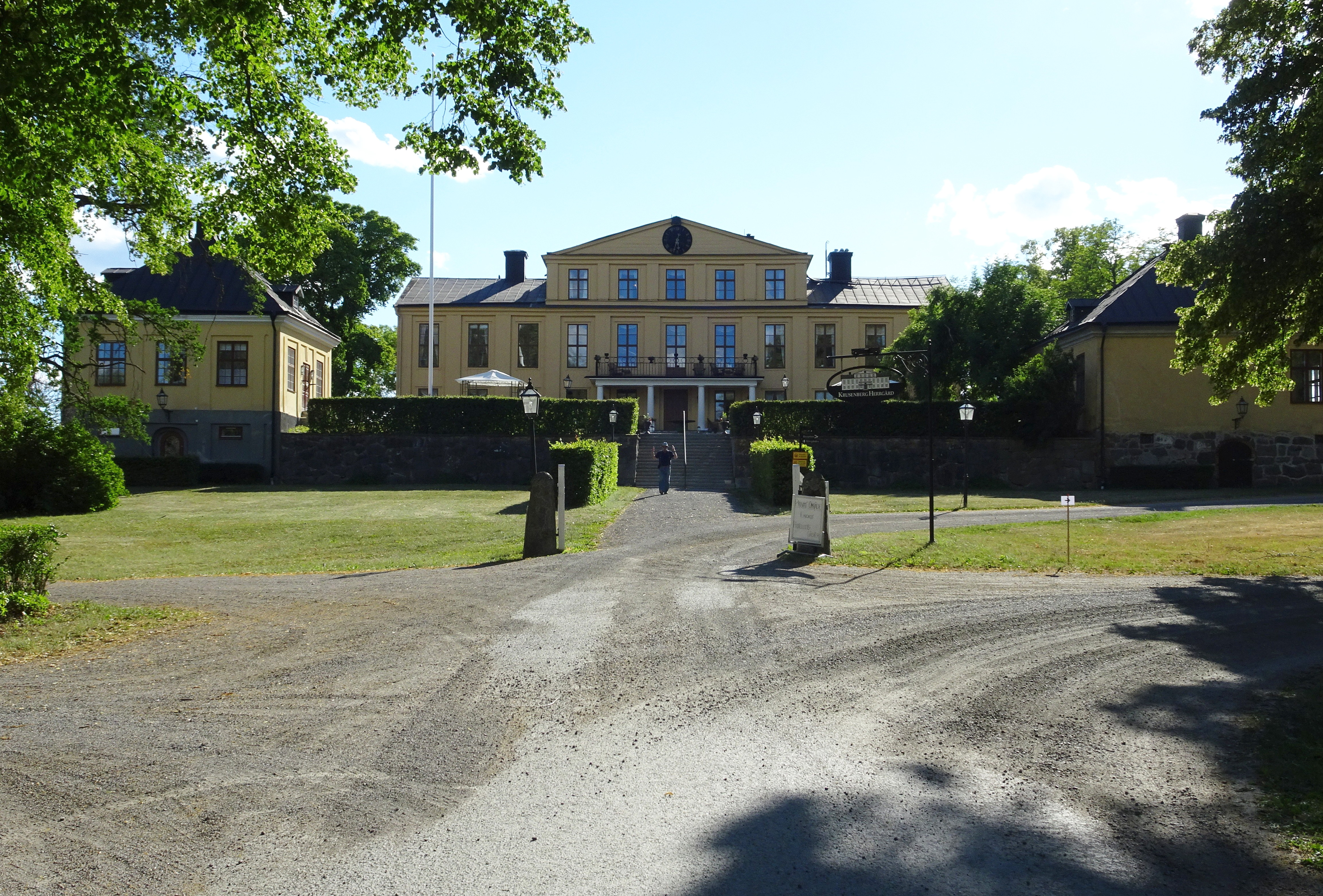
Krusenbergs herrgård, juli 2018.

Krusenberg är en herrgård i Alsike socken i Knivsta kommun, Uppland. Godsets bebyggelse (huvudbyggnad, flyglarna, trädgårdsmästarbostaden och stenmagasinet) blev 1999 klassad som lagskyddat byggnadsminne.

## Historik

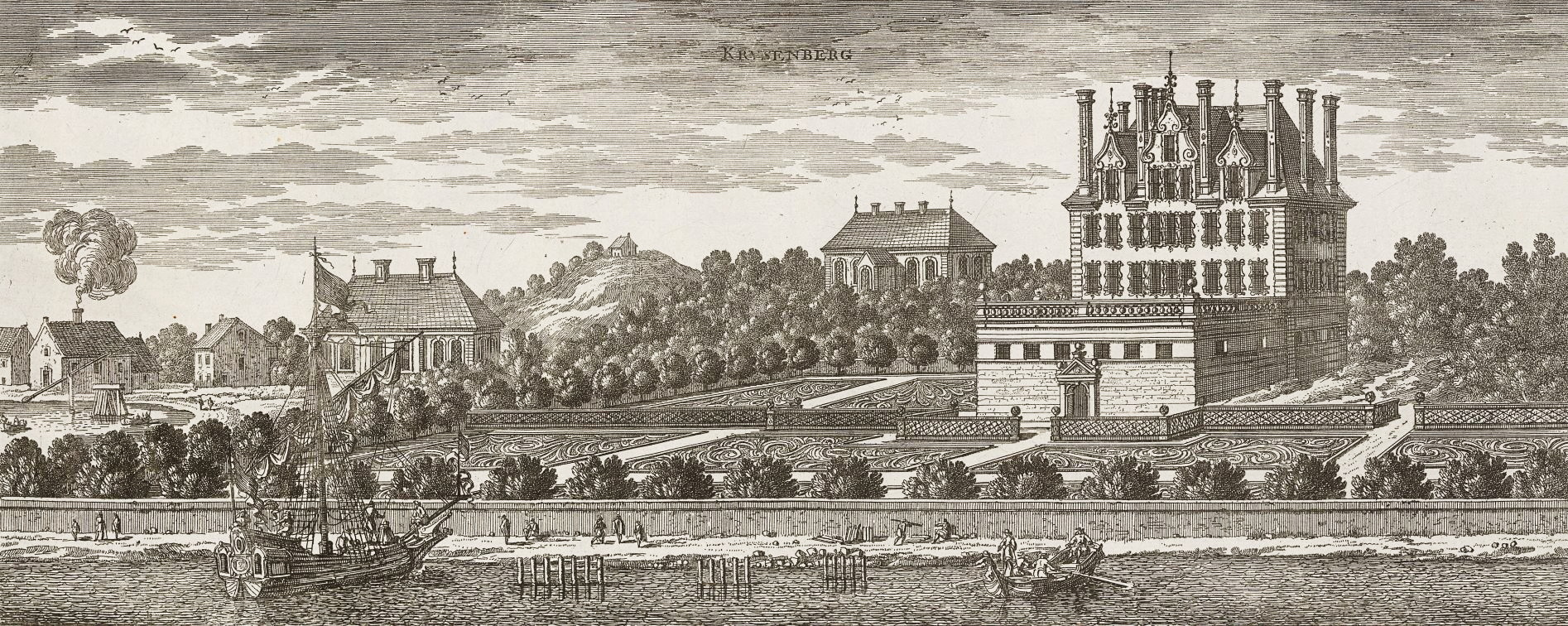
Krusenberg i Suecia Antiqua et Hodierna.

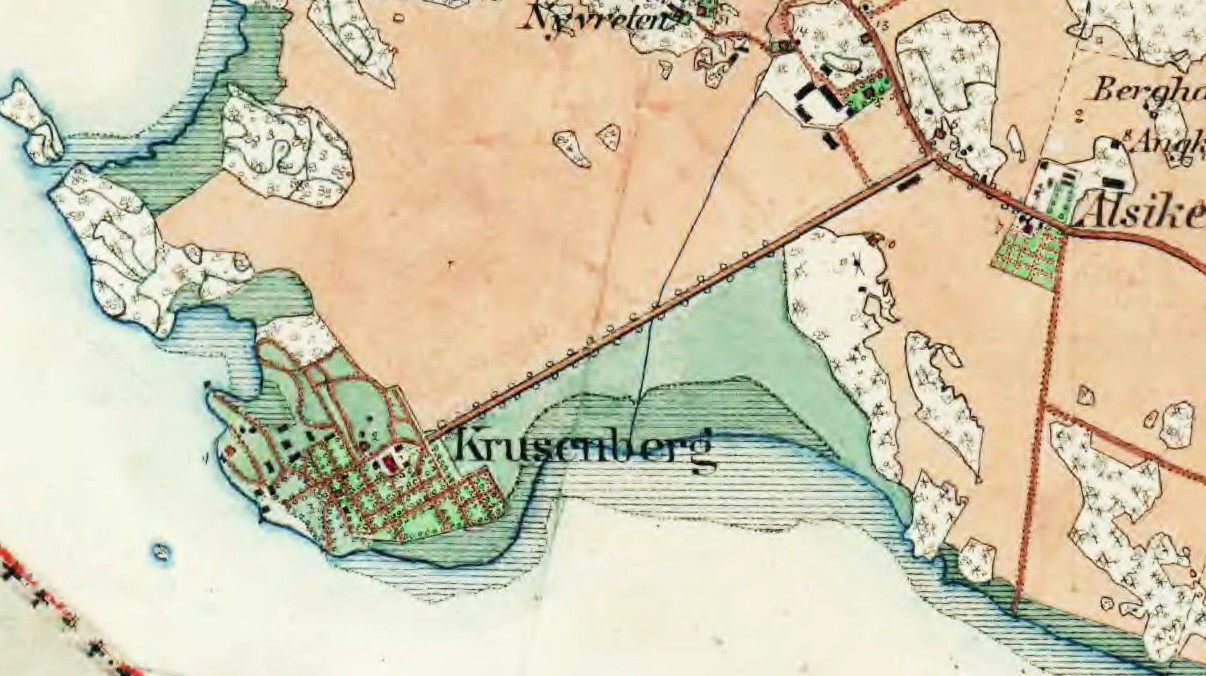
Krusenbergs herrgård omkring 1900.

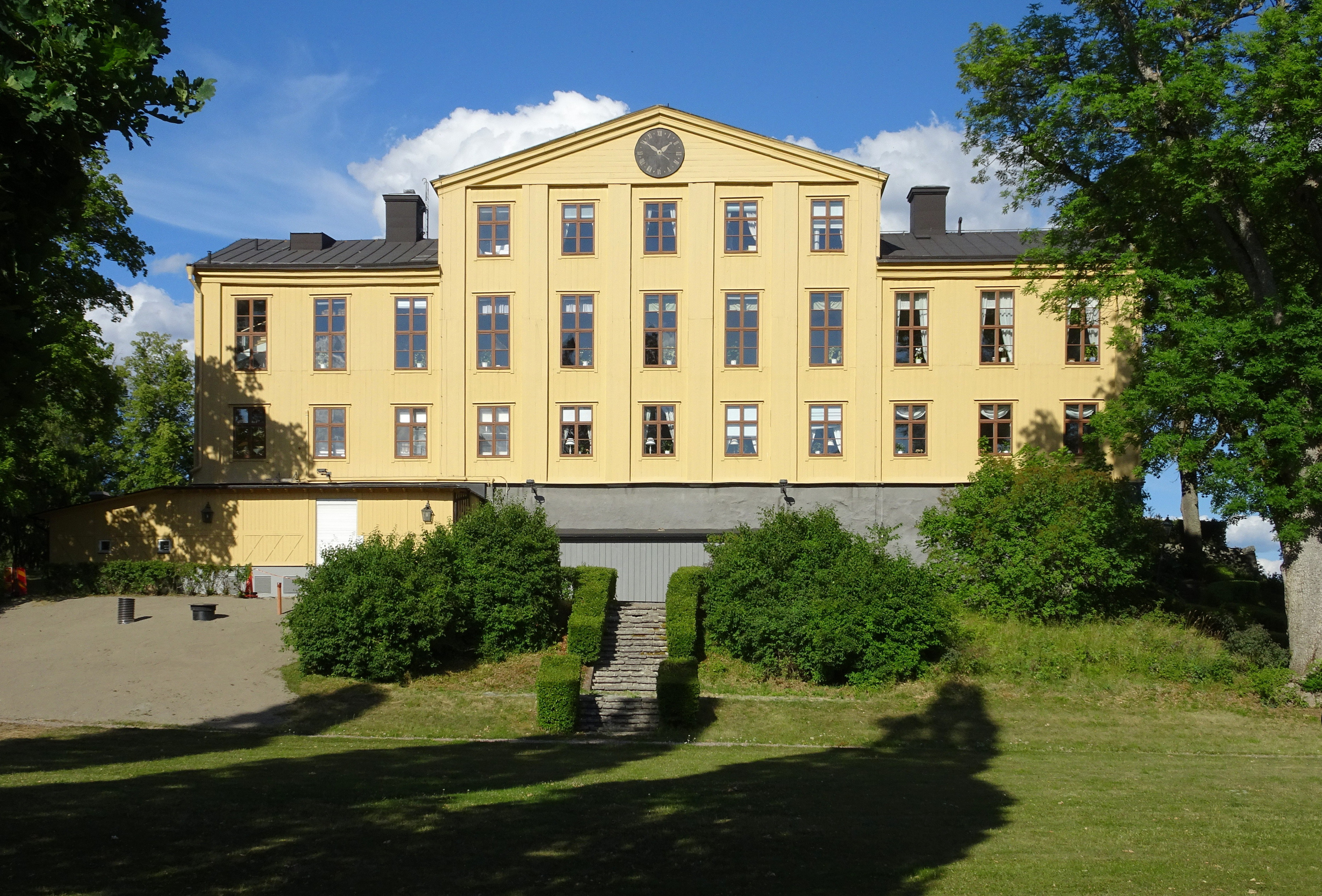
Krusenberg herrgård, gårdsfasad, 2018.

Herrgården har anor från 1600-talet. Säteriet bildades på 1640-talet av adelsmannen, kammarrådet och krigskommissarien Johan Jespersson Cruus af Harfvila, son till riksrådet och riksskattmästaren Jesper Matsson Krus, av de ursprungliga nio gårdarna i Alsike by, som genom arv och köp kommit i Johan Cruus' ägo. Hans änka Catharina (Karin) Axelsdotter Oxenstierna, dotter till rikskanslern Axel Oxenstierna, namngav egendomen Krusenberg efter sin make. Johan Cruus hade som krigskommissarie följt den svenska hären i kriget mot Danmark och avlidit i Ystad på juldagen 1644.
Sedan 1620-talet hade två av gårdarna tillhört den unga adelsmannen Johan Cruus. År 1640 köpte han räntan (skatten) från de övriga gårdarna, som därmed övergick från Uppsala Universitets och Johannes Bureus ägo. Bureus var bland annat Sveriges förste riksantikvarie. Samma år som Johan Cruus förvärvade gårdarna i Alsike by, 1640, gifte han sig med Catharina Oxenstierna, som var dotter till rikskanslern Axel Oxenstierna. Strax därefter uppfördes en herrgårdsbyggnad i den största av Ekshagarna vid Mälaren. Alsike by avhystes och ett femtontal dagsverkstorp anlades runt inägomarken. Efter sin grundare började säteriet kallas för Krusenberg och kopplingen till Alsike by föll efter hand i glömska.
Krusenbergs säteri ligger på en udde i Mälarfjärden Ekoln. Ekoln är en stor sjö, som ligger 10 km söder om centrala Uppsala. Det var hans änka, som lät Alsike by byta namn, och det var hon som namngav egendomen till Krusenberg för att hedra sin makes minne. I Alsike finns ännu en gammal kyrkby vid Mälaren, där Alsike kyrka och Alsike kloster ligger. Mangårdsbyggnaden på säteriet Krusenberg placerades i en av ekhagarna vid Mälaren och en spikrak allé drogs mot säteriet från stockholmsvägen över Storängen. Alsike bys avhysta tomt är numera en välbetad hage med ett dussintal husgrunder, rester av byns gravfält samt mindre övergivna åkrar. Det var av de ursprungliga nio gårdarna i Alsike by, som genom arv och köp kommit i Johan Cruus' ägo, som egendomen bildades. Alsike by ligger i Alsike socken i Ärlinghundra härad cirka 15 kilometer söder om Uppsala. Namnet betyder sannolikt "sankmarken med aldungen" eller liknande och var ursprungligen namnet på en på 1600-talet avhyst by. År 1635 avmätte lantmätaren Thomas Christiernsson Hedraeus (1606-1673) Alsike by. Byn var ovanligt stor för uppländska förhållanden. De nio hemmanen låg centralt i åkermarken på ömse sidor om Stockholmsvägen. Åkern bestod av 210 tunnland åker varav hälften årligen besåddes. Ängen gav 279 lass hö vilket tillsammans med lövfodret kunde föda cirka 70 kor över vintern. Den största ängen låg i väster mot Mälaren. Lantmätaren har särskilt markerat ut tre trädbevuxna backar längst i väster de s.k. Ekshagarna. Några år senare hade förhållandena ändrats radikalt.
Slottet, ritat av Nicodemus Tessin d.ä., stod färdigt 1648, men brann 1716. Under 1600-talet ägdes Krusenberg genom arv inom släkten Cruus. Efter Cruus ägdes godset under följande av släkterna, Lilliehöök, Horn, Bielke, som ägde det år 1740, och von Sack, som ägde det år 1772. Alla dessa hade kommit i besittning av godset antingen genom arv eller giftermål. Genom köp övergick det därefter till medlemmar av släkten Wetterstedt, som innehade det 1782, och senare till släkten Rudbeck ägare 1796, och af Ugglas nämnas som dess ägare 1819.
Dagens corps-de-logi stod färdigt 1802 efter ritningar av arkitekt Carl Christoffer Gjörwell den yngre. Egendomen köptes 1819 av greve Pehr Gustaf af Ugglas som lät renovera bebyggelsen. Timmerhuset brädkläddes och målades. Påkostade tapeter importerades från England och Frankrike. Af Ugglas dotter Theresine fick godset som hemgift då hon 1840 gifte sig med friherre Carl Emanuel Cederström. Paret fick tre söner, varav Gustaf Cederström blev den mest namnkunnige. Han utbildade sig till konstnär och målade bland annat Karl XII:s likfärd. Av de två versionerna som finns av tavlan målades den senare på Krusenberg 1884. Den finns sedan dess att se på Nationalmuseum i Stockholm. 
Krusenberg övertogs av Carl Emanuels son Emanuel Cederström. I samband med hans död 1920 donerades stora delar av konst- och boksamlingarna till Carolina rediviva. Katalogiseringsarbetet av boksamlingen sköttes av Gurli Taube, som under pseudonymen Elise Dufva använde Krusenberg som förebild för Benningsberg i sin kriminalroman Döden öppnar dörren. Krusenberg ärvdes av Cederströms adoptivdotter Signe Melander (född Ström).
Godset var sedan i privat ägo fram till mitten av 1980-talet, då det ännu ägdes av släkten Melander.
Numer är Krusenberg en konferensanläggning som ägs och drivs av Sabis (Slagteriaktiebolaget i Stockholm). Företaget, grundat 1874, är ett av Stockholms äldre familjeföretag och driver också systerhotellen Smådalarö gård och FågelbroHus. Krusenbergs gods (markegendomen) ägs av Sveriges lantbruksuniversitet.

## Bilder

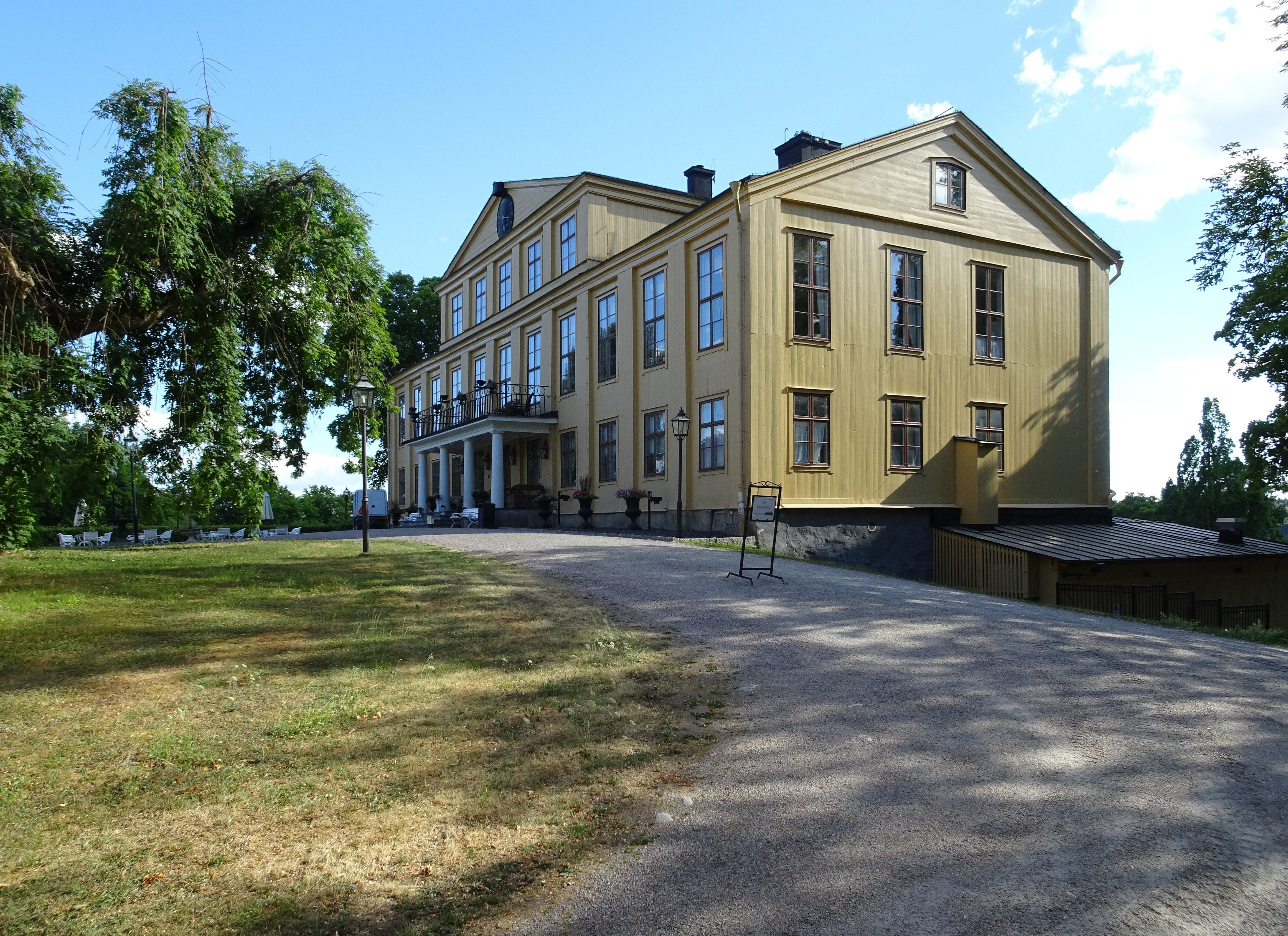
Huvudbyggnaden
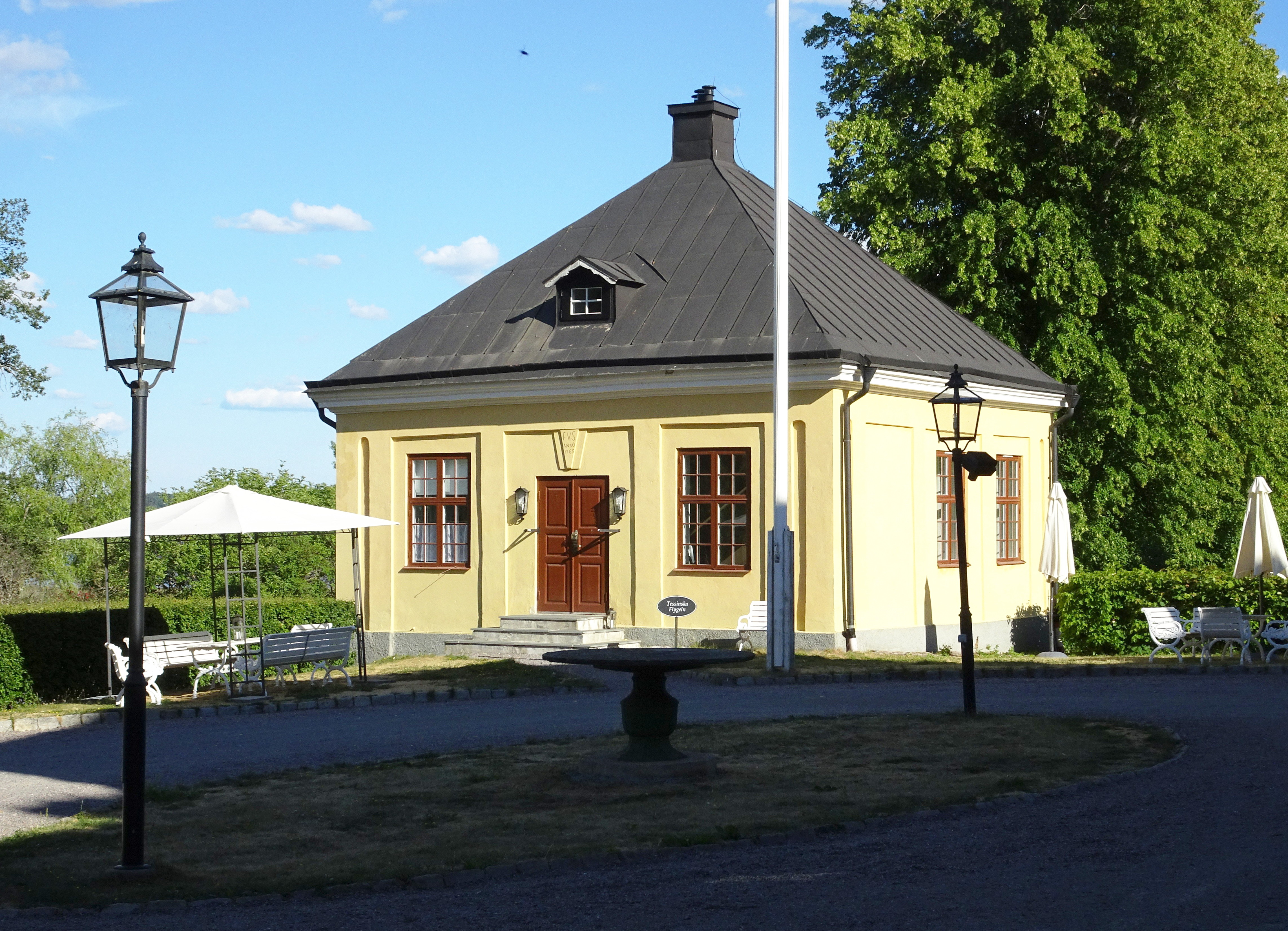
Tessinska flygeln
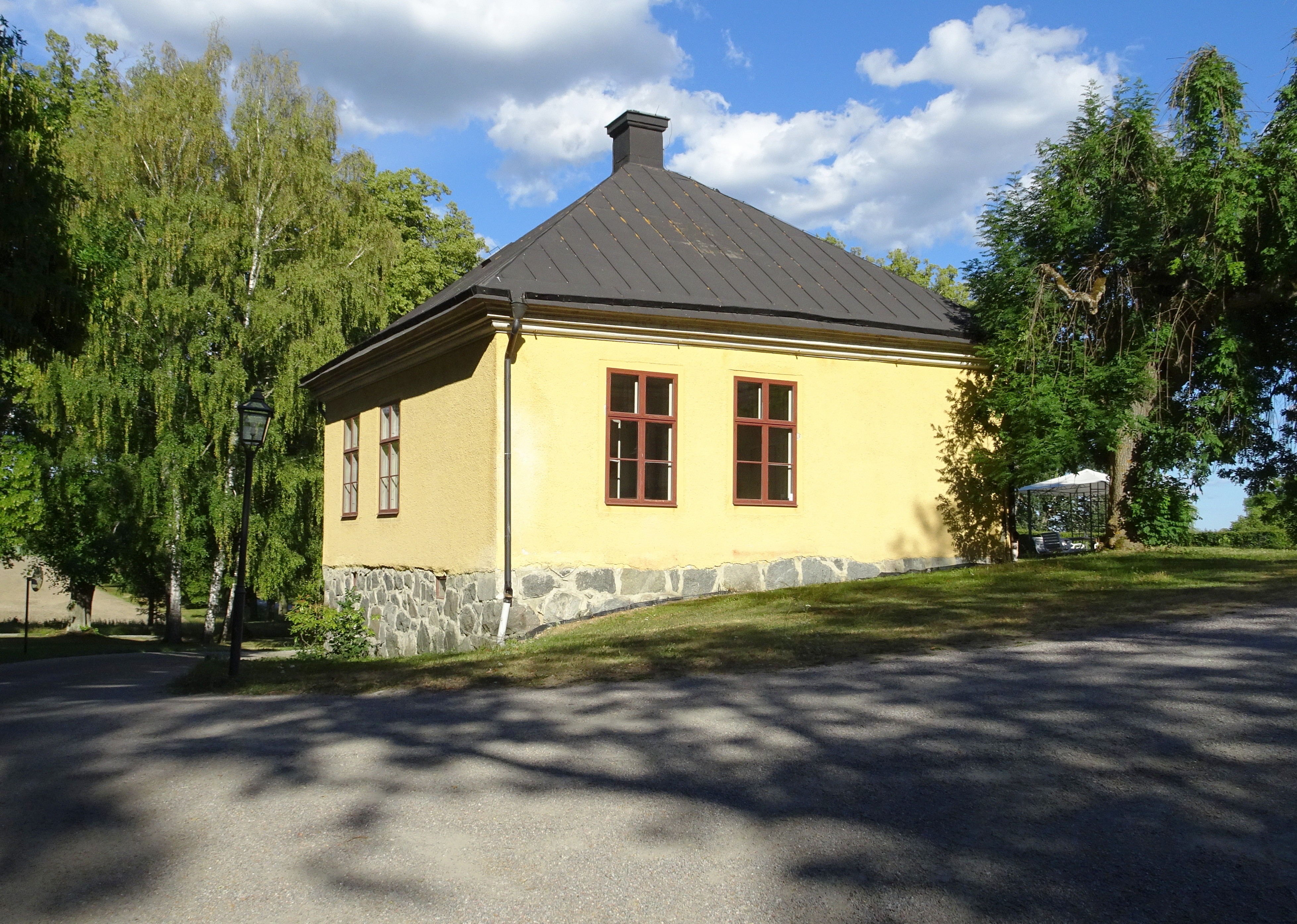
Geijerska flygeln
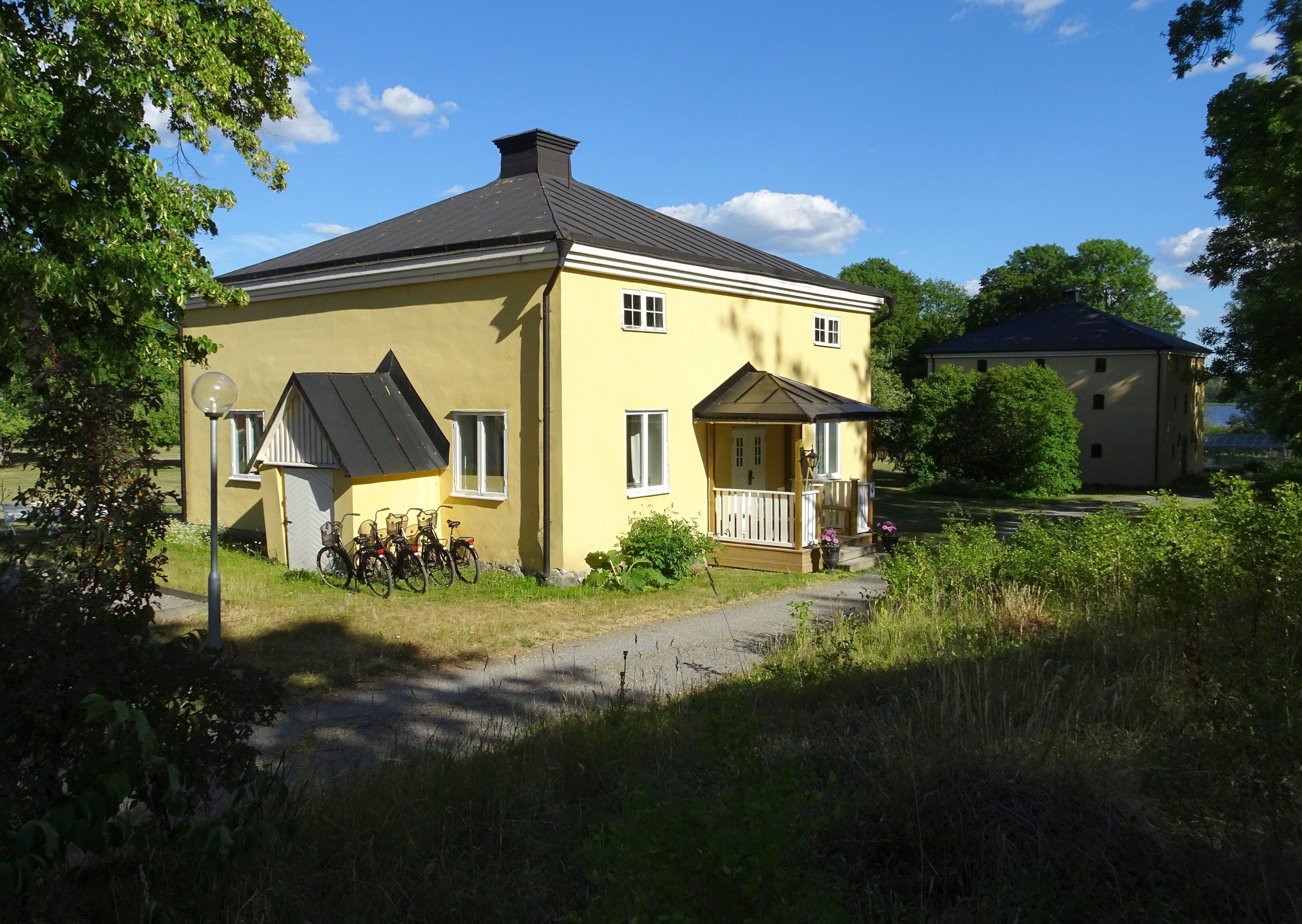
Trädgårdsmästarbostaden och magasinet
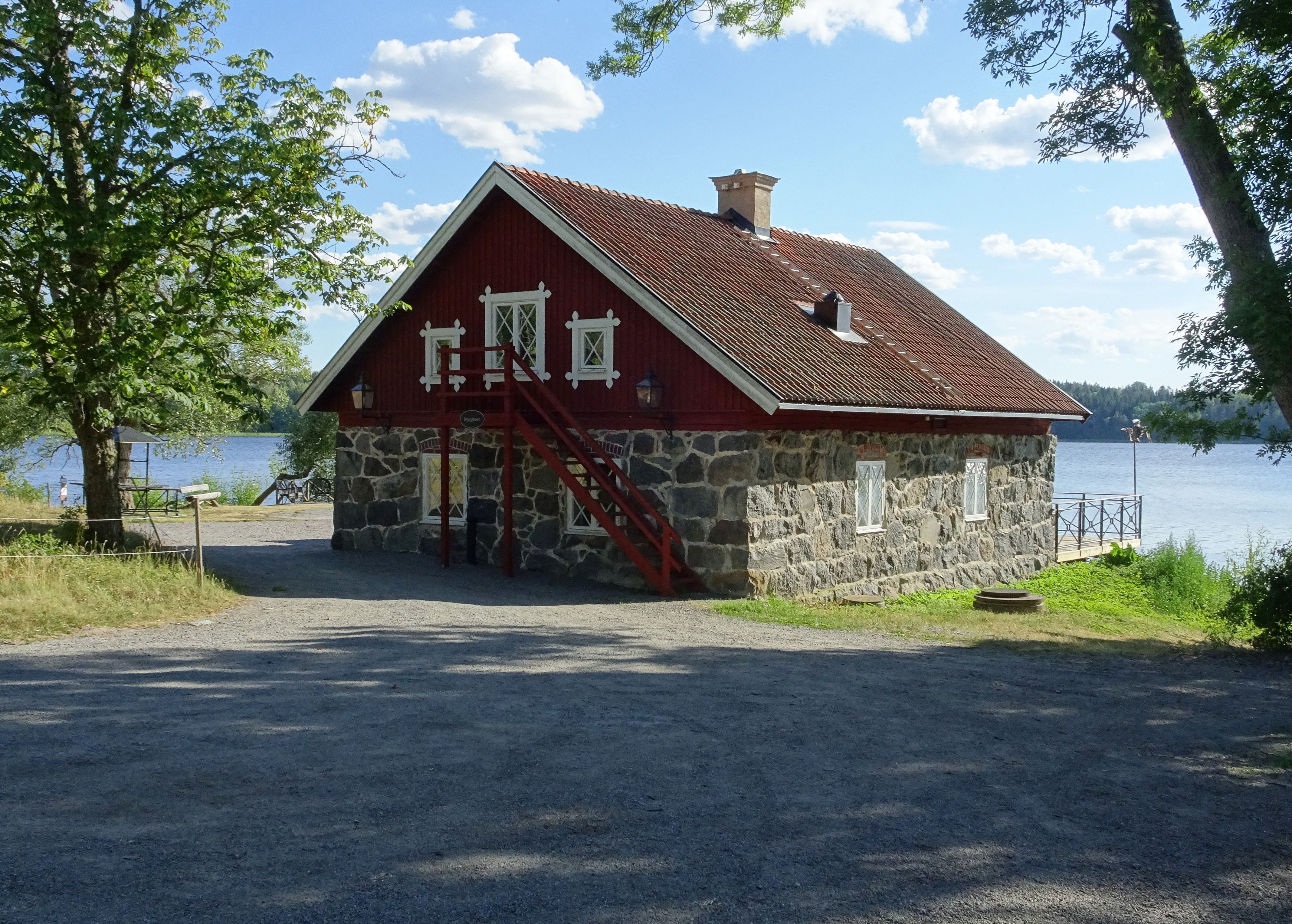
Brygghuset